# 揚·斯威特科夫斯基
揚·斯威特科夫斯基（波蘭語：Jan Świtkowski；1994年1月23日—）是一位波蘭游泳運動員。在2015年世界游泳錦標賽上，他獲得了200米蝶泳項目的銅牌。